# Соус фрай
Соус фрай (англ. fry sauce) — холодний соус до картоплі фрі або тостонесу. Є сумішшю з однієї частини томатного кетчупу і двох частин майонезу.

## У США

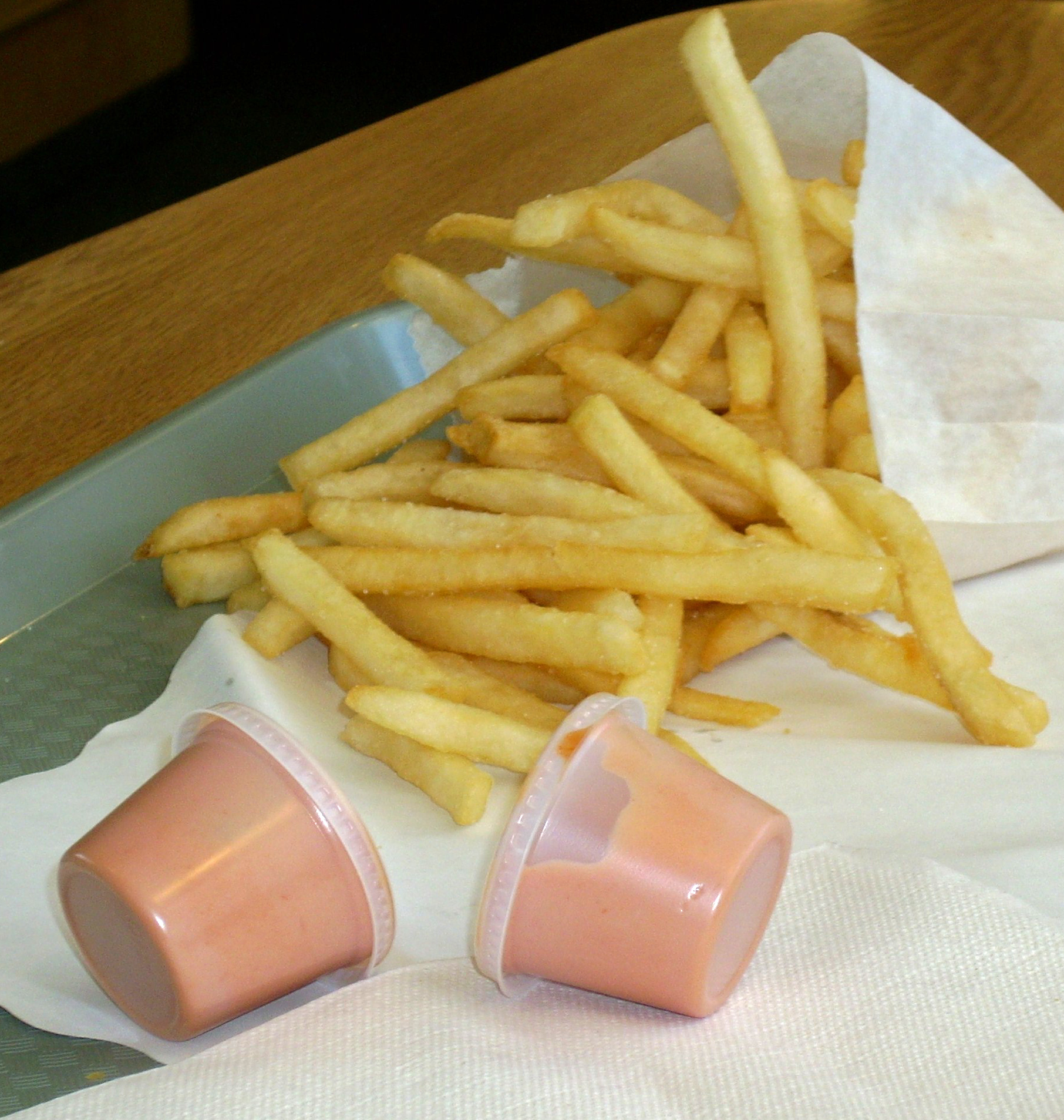
Соус фрай у герметичних пластикових стаканчиках з картоплею фрі на підносі в Юті

Соус, що складається із суміші рівних частин кетчупу та майонезу, згадується у кухонній книзі, виданій у Новому Орлеані в 1900 році., але набув популярності в Сполучених Штатах завдяки шеф-кухареві Дону Карлосу Едвардсу, який подавав його у своєму першому ресторані «Барбекю Дона Карлоса» в Солт-Лейк-Сіті. У 1950-х роках він відкрив у Юті мережу ресторанів Arctic Circle. Мережа досі подає соус фрай у своїх ресторанах на заході США.
У Пуерто-Рико майокетчуп (mayoketchup) широко використовується з тостонес, бутербродами, гамбургерами і смаженими стравами. Готується з двох частин кетчупу та однієї частини майонезу з додаванням часнику.
У квітні 2018 року Heinz оголосив про випуск Mayochup, суміші двох соусів. . Ряд користувачів Twitter відповіли, що така суміш вже існує, як «соус фрай» та «химерний соус» (fancy sauce). Соус надійшов у продаж у США у вересні 2018 року.
Декілька мереж швидкого харчування мають індивідуальні варіанти соусу фрай з використанням майонезу та кетчупу, у тому числі Zaxby's, Raising Cane’s, и Freddy’s.
Соус також тісно пов'язаний із соусом Yum Yum, який популярний у японських стейк-хаусах в Америці..

## За межами США
В Аргентині, Уругваї, Парагваї, Перу, Еквадорі та Чилі схожа приправа, відома як соус гольф, є популярною заправкою для картоплі фрі, гамбургерів, сендвічів зі стейками та салатів з морепродуктів. Згідно з традицією, соус був винайдений Луїсом Федеріко Лелуаром, лауреатом Нобелівської премії та покровителем ресторану, в гольф-клубі в Мар-дель-Плата, Аргентина, в середині 1920-х років. В Іспанії та Колумбії він відомий як «рожевий соус», варіант коктейльного соусу або соус Марі Роз.
У Франції у багатьох турецьких ресторанах та закладах швидкого харчування подають соус фрай та називають його sauce cocktail; клієнти також часто просять ketchup-mayo (крапля майонезу та крапля кетчупу) разом із картоплею фрі у таких місцях. І sauce cocktail, і схожий на нього соус тисяча островів, часто можна знайти в супермаркетах.
У Німеччині популярний продукт під назвою Rot Weiß (червоно-білий) продається у тюбиках, схожих на зубну пасту; він складається з незмішаного кетчупу та майонезу, які при видавлюванні утворюють двоколірну червоно-білу смужку. Картоплю фрі в ресторанах іноді подають з рівною сумішшю кетчупу та майонезу. Цей стиль подачі часто називають «Pommes Rot-Weiß» або, в просторіччі, «Pommes Schranke» (шлагбаум, ворота) через їх червоно-біле забарвлення. Pommes-Soße або Frittensoße (соус для смаження) — злегка приправлений майонез, схожий на голландський Fritessaus. Приправа, схожа на американський соус для фрі, відома як Cocktailsoße, але частіше використовується для денер-кебаб, ніж для картоплі фрі.
В Ісландії популярна приправа, схожа на соус фрай під назвою Kokteilsósa.
На Філіппінах аналогічний соус готують із комбінації майонезу та бананового кетчупу. Він зазвичай використовується як соус для макання до смажених страв, таких як картопля фрі і сирні палички (смажений у фритюрі сир, загорнутий в обгортку з люмпії), а також до закусок, таким як люмпія (lumpia — варіант спринг-ролів).
У Лондоні соус фрай відомий як «Burger Sauce» і подається одним із двох способів: попередньо змішаним або окремо, на кшталт турецького ketchup-mayo, щоб змішувати соус індивідуально зануренням.